# Henry Cohen (Numismatiker)

Fotografie Henry Cohens

Henry Cohen (* 21. April 1806 in Amsterdam; † 17. Mai 1880 in Bry-sur-Marne) war ein französischer Numismatiker, Komponist, Musiktheoretiker und Buchkundler.

## Musiker
Henry Cohen kam mit seinen Eltern 1811 nach Paris, wo er die Schule besuchte. An der École royale de chant et de déclamation erhielt er eine musikalische Ausbildung u. a. bei Anton Reicha, François Lays und Félix Pellegrini. Zwischen 1832 und 1834 sowie 1838 und 1839 hielt er sich in Neapel auf, wo er Opern schrieb. Seit 1840 lehrte er Gesang und Harmonie in Paris. Ab 1841 veröffentlichte er musiktheoretische Schriften und eigene Kompositionen. Von 1853 bis 1854 war er kurzzeitig Direktor der Abteilung Lille des Pariser Conservatoire.

## Numismatiker
Nebenher sammelte Cohen Münzen der Römischen Republik und widmete sich ab 1851 dauerhaft der Numismatik. Aufgrund seiner Studien arbeitete er häufig im Cabinet des Médailles, wo er die Arbeit an einem Katalog der römischen Münzen der Römischen Republik begann, der 1857 publiziert wurde. Im direkten Anschluss daran begann er auch die Münzen der römischen Kaiserzeit zu beschreiben, diese Arbeit schloss er 1862 ab. In dem Jahr wurde er auch am Cabinet des Médailles angestellt, wo er schon seit 1859 als Beamtenanwärter wirkte. Seine erste Aufgabe wurde die Erstellung eines Inventars der Sammlung, die er mit einer Sammlung von 1831 dem Cabinet des Médailles entwendeter Goldmünzen und -medaillen begann und großer Teile der Sammlung des Baron Pierre-Philippe Bourlier d’Ailly begann. Erst Ernest Babelon konnte die Arbeiten abschließen. Neben diesen Arbeiten verfasste Cohen auch Kataloge für Münzauktionen des Pariser Münzhändlers Jean Henri Hoffmann. 1876 veröffentlichte er ein Handbuch für Münzsammler. Cohens Katalog der republikanischen Münzen wurde schon wenig später durch die Arbeiten Babelons abgelöst. Anders der Katalog der kaiserzeitlichen Münzen, der neben einer zweiten Auflage auch bis 1983 mehrere Nachdrucke erlebte. Cohen hatte nicht das Selbstverständnis ein wissenschaftlicher Numismatiker zu sein, für ihn waren in erster Linie exakte Beschreibungen von Bedeutung. Beide Werke waren ähnlich einfach und praktisch nutzbar aufgebaut. Der Katalog zu den kaiserzeitlichen Münzen gab zudem Handelspreise an, was zu seiner Verbreitung auch in Kreise der Sammler beitrug.
Cohen verfasste 1870 auch ein Standardwerk zur Buchillustration des 18. Jahrhunderts.

## Werke

### Opern
- L’impegnatrice. Neapel 1834.
- Aviso ai maritati. Neapel 1839.
- Marguerite et Faust. Paris 1846 (Volltext).
- Le Moine. London 1851, Uraufführung dirigiert von Hector Berlioz.

### Veröffentlichungen (Auswahl)
- Description générale des monnaies de la république romaine communément appelées médailles consulaires. Rollin, Paris u. a. 1857, (Digitalisat).
- Description historique des monnaies frappées sous l’empire romain communément appelées médailles impériales. 7 Bände. Rollin, Paris u. a. 1859–1868, (Digitalisate: Band 1, Band 2, Band 3, Band 4, Band 5, Band 6, Band 7; 2. Auflage, 8 Bände, Paris 1880–1892 (Digitalisat)).
- Liste des médaillons et des médailles d’or qui ont été volées en 1831 au Cabinet des médailles et qui n’ont pas encore été remplacées jusqu’à ce jour. Paris 1863, (Manuskript).
- Guide de l’amateur de livres à vignettes du XVIIIe siècle. Rouquette, Paris 1870 (Digitalisat).
- Inventaire des médailles romaines d’or et d’argent. Paris 1874, (Manuskript).
- Guide de l’acheteur de médailles romaines et byzantines ou Tableau du prix des médailles romaines et byzantines dans tous les métaux. Dumoulin, Paris 1876, (Digitalisat).
- Inventaire de la collection des monnaies de la République romaine léguée à la Bibliothèque nationale par M. le baron d’Ailly. Paris 1877–1879, (Manuskript).